# 18610 Артърдент
18610 Артърдент (18610 Arthurdent) е малък астероид, намиращ се в главния пояс. Открит е от Феликс Хормут на 7 февруари 1998 година и е наречен на Артър Дент, един от главните герои в романа „Пътеводител на галактическия стопаджия“ на Дъглас Адамс.